# Антоніо Кіменті
Антоніо Кіменті (італ. Antonio Chimenti, нар. 30 червня 1970, Барі) — італійський футболіст, що грав на позиції воротаря. По завершенні ігрової кар'єри — футбольний тренер. Наразі входить до тренерського штабу молодіжної збірної Італії.

## Ігрова кар'єра
Народився 30 червня 1970 року в місті Барі. Вихованець футбольної школи клубу «Самбенедеттезе», де і розпочав свою дорослу футбольну кар'єру, взявши участь лише у 5 матчах чемпіонату в Серії С2. Також на правах оренди захищав кольори клубів «Темпіо» з Серії С2 і «Монци» з Серії Б.
У серпні 1993 року став гравцем клубу «Салернітана». У своєму першому сезоні за команду з Салерно Кіменті з'явився 27 разів і допоміг команді вийти до Серії Б. Протягом наступних трьох сезонів «Салернітана» залишаласяся в другому італійському дивізіоні, а Антоніо був основним голкіпером команди і відзначався досить високою надійністю, пропускаючи в іграх чемпіонату в середньому менше одного голу за матч.
Влітку 1997 року Кіменті за 3 млрд лір перейшов до клубу Серії А «Роми». 21 вересня 1997 року Антоніо зробив свій дебют у елітному дивізіоні в матчі проти «Лечче» (3:1), вийшовши замість вилученого Міхаеля Конзеля і відбивши пенальті. Всього до кінця сезону він зіграв у 7 матчах, але з наступного року став з'явилятися на більш регулярній основі, провівши 24 матчі у Серії А.
Влітку 1999 року «Рома» купила нового воротаря Франческо Антоніолі і Кіменті змушений був перейти у «Лечче», з яким підписав контракт на три роки. Тут Антоніо відразу став основним гравцем, відігравши 33 матчі у своєму першому сезоні. Йому вдавалося допомогти команді зберегти місце в Серії А протягом перших двох сезонів, однак третій секон «Лечче» завершило на третьому місці знизу і вилетіло до Серії В.
Влітку 2002 року Кіменті підписав контракт з «Ювентусом», ставши дублером Джанлуїджі Буффона замість Мікеланджело Рампулли, який вирішив завершити кар'єру. У своєму першому сезоні Кіменті провів 4 матчі у Серії А і ще по два рази зіграв у кожному з двох наступних сезонах. Напередодні сезону 2005/06 Буффон отримав травму і змушений був пропустити до 4 місяців і Кіменті мав замінити Джиджі. Проте в кінці трансферного вікна «Ювентус» орендував Крістіана Абб'яті з «Мілана», оскільки хотів мати більш надійного воротаря. Буффон повернувся в команду в кінці листопада, але всього через одну гру, він отримав нову травму і Абб'яті повернувся до складу. А Кіменті, якому так і не дали проявити себе в Юве, у січні 2006 року перейшов у «Кальярі», де став основним воротарем. У червні 2007 року контракт Кіменті не був продовжений, і він став вільним агентом.
29 червня 2007 року Кіменті підписав контракт з «Удінезе» у статусі дублера Саміра Хандановича. Під час свого єдиного сезону в Удіне, він зробив три виступи в чемпіонаті.
19 липня 2008 року, у віці 38 років, Кіменті повернувся в «Ювентус» на правах оренди до кінця сезону в обмін на Емануеле Беларді, який рухався в протилежному напрямку на тих же умовах. Всього через кілька тижнів після його прибуття «Ювентус» купив австрійського воротаря Александра Маннінгера і Кіменті став третім воротарем в Ювентусі на сезон 2008/09 і в підсумку не зіграв жодного матчу. У січні 2009 року Кіменті став гравцем «Ювентуса» на постійній основі. Дебютував у клубі після повернення 14 березня 2010 року в матчі чемпіонату проти «Сієни» (3:3), замінивши травмованих Буффона і Маннінгера. А вже за чотири дні Кіменті пропустив 4 голи у матчі Ліги Європи проти «Фулгема» (1:4), через що італійська команда припинила виступи в турнірі. 21 березня 2010 року в матчі чемпіонату проти «Сампдорії» (0:1) Кіменті пропустив гол після удару Антоніо Кассано майже з 40 метрів. Роздратований допущеною помилкою, після матчу Кіменті з усього розмаху вдарив рукою по столу в роздягальні і отримав перелом. Після цього на поле більше не виходив і по закінченню сезону завершив професійну ігрову кар'єру.

## Кар'єра тренера
Розпочав тренерську кар'єру невдовзі по завершенні кар'єри гравця, 2 липня 2012 року, увійшовши до тренерського штабу Чіро Феррари у клубі «Сампдорія». Проте вже в грудні разом з Ферарою покинув команду.
У 2013 році на запрошення Луїджі Ді Б'яджо став тренером воротарів молодіжної збірної Італії.

## Статистика виступів

### Статистика клубних виступів
| Сезон               | Команда             | Чемпіонат           | Чемпіонат | Чемпіонат | Coppa nazionali | Coppa nazionali | Coppa nazionali | Континентальні кубки | Континентальні кубки | Континентальні кубки | Інші змагання | Інші змагання | Інші змагання | Усього | Усього |
| Сезон               | Команда             | Ліга                | Ігор      | Голів     | Ліга            | Ігор            | Голів           | Ліга                 | Ігор                 | Голів                | Ліга          | Ігор          | Голів         | Ігор   | Голів  |
| ------------------- | ------------------- | ------------------- | --------- | --------- | --------------- | --------------- | --------------- | -------------------- | -------------------- | -------------------- | ------------- | ------------- | ------------- | ------ | ------ |
| 1997-98             | «Рома»              | A                   | 8         | −4        | КІ              | 1               | −3              | —                    | —                    | —                    | —             | —             | —             | 9      | −7     |
| 1998-99             | «Рома»              | A                   | 23        | −32       | КІ              | 4               | −6              | КУЄФА                | 8                    | −7                   | —             | —             | —             | 35     | −45    |
| Усього за «Рому»    | Усього за «Рому»    | Усього за «Рому»    | 32        | −36       |                 | 5               | −9              |                      | 8                    | −7                   |               | —             | —             | 45     | −52    |
| 1999-00             | «Лечче»             | A                   | 33        | −44       | КІ              | 4               | −2              | —                    | —                    | —                    | —             | —             | —             | 37     | −46    |
| 2000-01             | «Лечче»             | A                   | 34        | −54       | КІ              | 2               | −4              | —                    | —                    | —                    | —             | —             | —             | 36     | −58    |
| 2001-02             | «Лечче»             | A                   | 31        | −49       | КІ              | 0               | −0              | —                    | —                    | —                    | —             | —             | —             | 31     | −49    |
| Усього за «Лечче»   | Усього за «Лечче»   | Усього за «Лечче»   | 98        | −147      |                 | 6               | −6              |                      | —                    | —                    |               | —             | —             | 104    | −153   |
| 2002-03             | «Ювентус»           | A                   | 4         | −6        | КІ              | 4               | −5              | ЛЧ                   | 2                    | −3                   | СІ            | 0             | −0            | 10     | −14    |
| 2003-04             | «Ювентус»           | A                   | 2         | −1        | КІ              | 8               | −11             | ЛЧ                   | 2                    | −2                   | СІ            | 0             | −0            | 12     | −14    |
| 2004-05             | «Ювентус»           | A                   | 2         | −4        | КІ              | 2               | −5              | ЛЧ                   | 1                    | −1                   | —             | —             | —             | 5      | −10    |
| 2005-06             | «Ювентус»           | A                   | 3         | −3        | КІ              | 0               | −0              | ЛЧ                   | 0                    | −0                   | СІ            | 0             | −0            | 3      | −3     |
| 2005-06             | «Кальярі»           | A                   | 21        | −26       | КІ              | 0               | −0              | —                    | —                    | —                    | —             | —             | —             | 21     | −26    |
| 2006-07             | «Кальярі»           | A                   | 22        | −25       | КІ              | 3               | −2              | —                    | —                    | —                    | —             | —             | —             | 25     | −27    |
| Усього за «Кальярі» | Усього за «Кальярі» | Усього за «Кальярі» | 43        | −51       |                 | 3               | −2              |                      | —                    | —                    |               | —             | —             | 46     | −53    |
| 2007-08             | «Удінезе»           | A                   | 3         | −8        | КІ              | 4               | −4              | —                    | —                    | —                    | —             | —             | —             | 7      | −12    |
| 2008-09             | «Ювентус»           | A                   | 0         | −0        | КІ              | 0               | −0              | ЛЧ                   | 0                    | −0                   | —             | —             | —             | 0      | −0     |
| 2009-10             | «Ювентус»           | A                   | 2         | −4        | КІ              | 0               | −0              | ЛЧ+ЛЄ                | 0+1                  | −4                   | —             | —             | —             | 3      | −8     |
| Усього за «Ювентус» | Усього за «Ювентус» | Усього за «Ювентус» | 13        | −18       |                 | 14              | −21             |                      | 6                    | −10                  |               | 0             | −0            | 33     | −49    |
| Усього за кар'єру   | Усього за кар'єру   | Усього за кар'єру   | 189       | −260      |                 | 32              | −42             |                      | 14                   | −17                  |               | 0             | −0            | 235    | −319   |

## Титули і досягнення
- Чемпіон Італії (1):

«Ювентус»: 2002-03, 2004-05
- Володар Суперкубка Італії з футболу (2):

«Ювентус»: 2002, 2003